# Schizachyrium dolosum
Schizachyrium dolosum är en gräsart som beskrevs av Stanley Thatcher Blake. Schizachyrium dolosum ingår i släktet Schizachyrium och familjen gräs. Inga underarter finns listade i Catalogue of Life.